# 北条幻庵
北条 幻庵（ほうじょう げんあん）は、戦国大名・後北条氏の一門衆。法号・長綱（ちょうこう）のち宗哲（そうてつ）。初代・北条早雲の末子、2代・北条氏綱の弟として生れる。幼名・菊寿丸。
幼くして僧籍に入り、のち箱根権現社の別当となる。早雲から箱根や久野の広大な所領を相続。甥にあたる玉縄城主・北条為昌の死後、三浦衆と小机衆も統率した。久野に屋敷を構え、後北条氏5代にわたって仕え、家中で大きな影響力を持っていた。自身は長寿だったことで知られるが、跡継ぎ4人に先立たれた。鞍作り・石台作りなどの技芸や和歌・連歌などの芸事に通じた。後に箱根の金剛王院の衆僧の高師となり、権化の再来といわれたと三浦浄心『北条五代記』に伝わる。

## 生涯

### 初代・早雲の時代
永正年間に、戦国大名・後北条氏の初代・伊勢新九郎入道宗瑞（早雲庵宗瑞、北条早雲）の末子として生れる。母は駿河の有力豪族であった葛山氏の娘。
幼い頃に僧籍に入り、箱根権現社の別当寺・金剛王院に入寺した。箱根権現は関東の守護神として東国武士に畏敬されており、関東支配を狙う早雲が子息を送って箱根権現を抑える狙いがあったと見られる。
永正16年（1519年）4月28日、父・早雲から死去の直前に4,400貫の所領を与えられた（『箱根神社文書』）。この頃の名乗りは菊寿丸。

### 2代・氏綱と3代・氏康の時代
大永3年（1523年）に兄・氏綱が父・早雲の遺志を継いで箱根権現の社殿を再造営した時の棟札に、39世別当の海実と並んで「伊勢菊寿丸」の名が見える。
大永2年（1521年）から近江・三井寺に入寺し、大永4年（1524年）に出家（『宗長手記』）。この年か翌年に箱根権現の40世別当になったとみられ、天文7年（1538年）頃まで在職した。別当になった際に長綱と名乗った（『藤川百首奥書』）。
天文4年（1535年）8月の武田信虎との甲斐山中合戦、同年10月の上杉朝興との武蔵入間川合戦に一軍を率いて合戦に参加した。
天文5年（1536年）頃から宗哲と名乗った（『藤川百首奥書』）。宗哲の名は大徳寺系の法名である（大徳寺系は宗・紹・妙・義の中から一字取ることを古格慣習としていた）。
天文7年（1538年）10月5日に松戸で行われた小弓公方との合戦で、「箱根殿」が先陣を率いたことが六巻本『北条記』にみえる。
天文9年（1540年）に、別当の地位を退いた。黒田基樹は、別当の地位を退いた後も、箱根権現領が幻庵の名義で安堵を受けていることから、実権は手放していなかった、としている。
天文11年（1542年）5月、甥にあたる玉縄城主の北条為昌が死去したことに伴い、三浦衆と小机衆を指揮下に置くようになる。天文12年（1543年）に幻庵は「静意」の印文が刻まれた印判状を使用し始めていることから（『石雲寺文書』）、自らの支配地強化に乗り出したものと解釈されている。印判状は、その本拠地・久野（現在の小田原市）の地名を取って「久野御印判」と呼ばれている。久野は小田原郊外にある幻庵の屋敷（久野屋敷）の所在地であるが、箱根を事実上の支配下に置いて家中にも大きな影響力を与えた幻庵の本拠地であったため、普通の武家屋敷である幻庵屋敷を「くのゝ城」と誤認する者もいた（毛利家文書『北条家人数覚書』）。幻庵とその後継者たちは「久野殿」と称されたために、研究者の間において幻庵の系統は久野北条氏（家）と称されている。
天文15年（1546年）河越城の戦いに一軍を率いて参加した。
永禄2年（1559年）2月作成の「北条家所領役帳」 によれば、家中で最大の5,457貫86文の所領を領有した。これは次に多い松田憲秀（2,798貫110文）の約2倍にあたり、直臣約390名の所領高合計64,250貫文の1割弱を一人で領有していたことになる。
永禄3年（1560年）、長男の三郎（小机衆を束ねた北条時長と同一人物説あり）が夭折したため、次男の綱重に家督を譲った。また甥にあたる、北条氏康の弟・北条氏尭を小机城主とした。その後ほどなくして、氏尭が没した。
永禄4年（1561年）3月の曽我山における上杉謙信との合戦の後、合戦で戦功のあった大藤式部丞を賞するように氏康・氏政らに進言した（『大藤文書』）。
永禄12年（1569年）に武田信玄が小田原城を攻撃した際に、軍評定で松田憲秀とともに籠城を主張した。同年、後北条氏方の駿河在番衆が籠城中の小田原へ向かい手薄になった隙に、信玄は加島から富士川を渡って蒲原城を攻め、同城は落城。少勢で籠城していた幻庵の次男・新三郎（綱重）と三男・少将（長順）らが討死した（蒲原城の戦い）。六巻本『北条記』は、新三郞の怨霊は蒲原の山中に止まってしばしば幽霊となって現われ、地元の人々を恐れさせた、と伝えている。
男子の後継ぎを失った幻庵は沈みがちになり、高齢にもさしかかっていて、いつ亡くなるかもわからなかったため、氏康は7男の幼名・西堂を幻庵の末女と結婚させ、養嗣子・三郎として所領を継がせた。幻庵は隠居して幻庵宗哲と号した。
同年の越相同盟の成立によって三郎は越後の上杉謙信の養子（上杉景虎）となり、元亀元年（1570年）に越後へ移ったため、大甥である北条氏光に小机城を継がせ、家督は氏信（綱重）の子で孫の氏隆に継がせた。六巻本『北条記』は、このとき三郎は夫婦で越後へ行き、妻である幻庵の末女は御館の乱の後、久野へ戻って右衛門佐（氏光）と再婚したが子供に恵まれず、右衛門佐は今川氏真の妻に仕えていた富樫介の女のことを思っており、子供も数多できた、としている。三郎が養子入りしたときに長尾政景の女が三郎の妻となった（このとき離縁した）ともいわれている。

### 没年と出生年
『北条五代記』によると、幻庵は天正17年（1589年）11月朔日に享年97で死去した。法名は「金龍院殿明岑哲公大居士」。しかし、『妙法寺記』などの同時代の史料や手紙などの古文書と矛盾がみられ、大永3年（1522年）に兄・氏綱が箱根権現に棟札を納めた際、幻庵の名が菊寿丸と記されていて、この時点で15歳未満だった可能性が高いと考えられることなどから、黒田基樹は出生年を永正年間と推定している。没年に関しても、天正11年（1584年）、天正12年（1585年）などの説もある。

## 人物像
三浦浄心『北条五代記』は、幻庵について「早雲寺氏茂。春松院氏綱。大聖寺氏康。慈雲院氏政。松巌院氏直まで。五代に仕へ武略をもて。君をたすけ。仁義をほどこし。天意に達し。じうゑん（終焉）の刻には。手に印をむすび。口に頌（じゅ）をとなへ。即身成仏の瑞相をげん（現）ず。権化のさいれい（再来）なりとぞ。人沙汰し侍る」と伝えている。

### 手技
『北条五代記』によると、幻庵は、作った物や習った芸事が、どれも名人として有名になるほどの腕前だった。その頃、浪人として小田原に寄寓していた伊勢備中守から馬の鞍作りの相伝を受けて名人と呼ばれるようになり、幻庵が製作した鞍は江戸初期の武士にも、もてはやされていた。またその頃、尺八が流行し、幻庵の尺八の製作方法は「幻庵切の尺八」と呼ばれて皆幻庵のやり方に習って尺八を作っていた。「幻庵切の尺八」も、江戸初期に名品として大名が求めるようになった。
浄心は、（尺八の材料である）竹の切り方に秘伝にするほどの技もないと思うが、よく知らないので何ともいえない、とコメントしている。
また『北条五代記』によると、その頃、庭の築山や石台造りが流行し、山や谷を模して岩石を配置することを習う人がいたが、「幻庵流の石台」もあって、これを学ぶ人もいた。幻庵流は、岩石のもともと持つ特徴を生かして、あまり形を整えずに、自然な山の様子を再現するのが特徴だったという。小田原には幻庵の造った石台が江戸初期にも残っているだろう、とされている。

### 囲碁
『北条五代記』によると、その頃、小田原に徳斎という碁の好きな人がいて、熱中すると面白い独り言をいうことで知られていた。幻庵は徳斎の噂を聞いて呼び出し、碁の相手になっていると、最初は畏まって静かに打っていたが、対局を重ねるうちに独り言をいうようになり、幻庵が好い手を打ったときに「うったり小僧。たが小僧（うったな小僧。だれの小僧だ）」と碁石を盤に打ち付けて拍子を取り、頭を振りながら、何度も言った。その時、幻庵は座りを直し、手をついて真面目に「この幻庵入道は早雲の子でございます」といったので、徳斎は驚き畏れて、碁を止めて退散してしまった。それ以来、皆が徳斎の真似をして、碁を打つときに「うったり小僧。たが小僧」と言っていたという。

### 文芸
天文3年（1534年）12月18日に冷泉為和を招いて歌会を催した（『為和集』）。
天文5年（1536年）8月には藤原定家の歌集『藤川百書』の相伝者である高井堯慶の所説に注釈書を著した。
天正8年（1580年）閏8月には板部岡江雪斎に古今伝授についての証文を与えた（『陽明文庫文書』）。
また連歌にも長けており、連歌師の宗牧とは近江時代から交流を持ち、天文14年（1545年）2月に小田原で宗牧と連歌会を催した（『宗牧句集』）。
古典籍の蔵書家でもあり、藤原定家の歌集や『太平記』を所蔵していた。
狩野派の絵師とも交流があった。

## 幻庵覚書
『幻庵覚書』は、永禄5年（1562年）に、氏康の娘（氏康の養女となった幻庵の実の娘）が武蔵国荏原郡世田ヶ谷の吉良氏朝に嫁ぐ際に、幻庵が「おぼえ」として記して持たせた礼儀作法の心得の覚え書き。萩原龍夫は、関東の武士の家庭生活を示す風俗上貴重な史料と評している。『世田谷区史料 第2集』（東京都世田谷区、1959年）に自筆本の翻刻を載せ、萩原『北条史料集』にも注を付して転載されている。

## 呼び方
黒田基樹は「幻庵の正確な正式名称は『長綱』と『幻庵宗哲』であり、幻庵という呼び方は正しくない」と主張し、自身が執筆した『戦国北条家一族事典』（戎光祥出版、2018年）では幻庵ではなく「宗哲」で項目を立てている。